# Десять книг о зодчестве

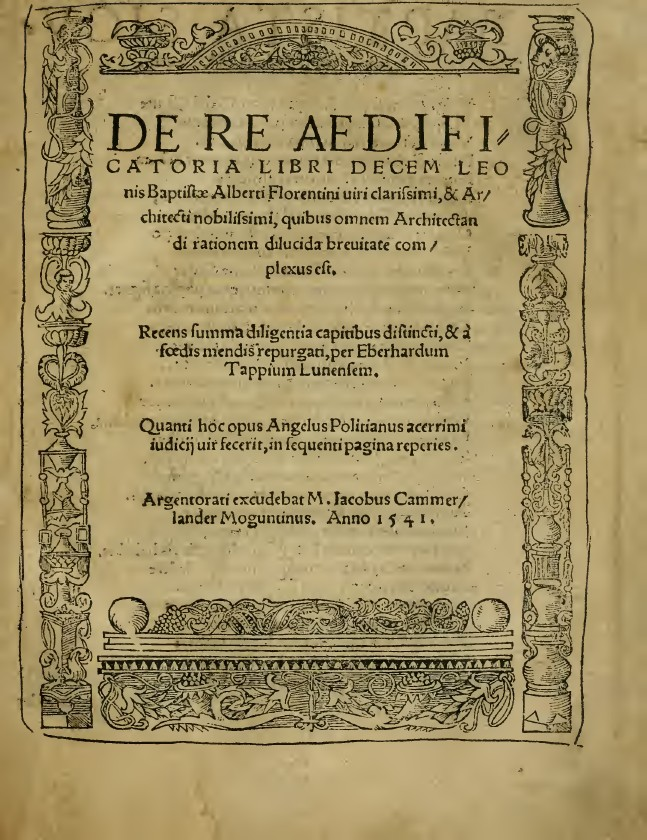
De re aedificatoria

«Десять книг о зодчестве» (на лат. De re aedificatoria, с англ. On the Art of Building) — классический архитектурный трактат, написанный Леоном Баттистой Альберти в период между 1443 и 1452 годами. Несмотря на то, что он в значительной степени создавался под влиянием «De architectura» Витрувия, это была первая теоретическая книга на эту тему, написанная в период Итальянского ренессанса, а в 1485 году он стал первой печатной книгой по архитектуре.

## Книги
«Десять книг» Альберти сознательно перекликаются с сочинениями Витрувия, но в то же время, в них присуще и критическое отношение к идеям своего предшественника. В своих рассуждениях Альберти опирается на широкий спектр литературных источников и авторов, включая Платона и Аристотеля, представляя краткую версию социологии в архитектуре. Трактат состоит из десяти книг и включает в себя:
- Книга первая: Об очертаниях
- Книга вторая: О материале
- Книга третья: О строительных работах
- Книга четвёртая: О сооружениях, предназначенных для всех
- Книга пятая: О сооружениях для отдельных лиц
- Книга шестая: Об украшениях
- Книга седьмая: Об украшении святилищ
- Книга восьмая: Об украшении общественных светских зданий
- Книга девятая: Об украшении для частных зданий
- Книга десятая: О реставрации зданий

В своих описаниях планов этажей для священных зданий — «храмов» — Альберти начинает с идеальной формы круга, которая выражена в многочисленных примерах и явлениях в природе. Для церквей рекомендуются девять идеальных центрально спланированных геометрических форм; помимо круга он перечисляет квадрат, шестиугольник, восьмиугольник, декагон (десятиуго́льник) и додекагон (двенадцатиуго́льник), все они получены из круга и квадрата. Часовни добавляют маленькие геометрические фигуры к основным кругам и многоугольникам, чтобы создать большое разнообразие планов этажей, в которых каждая геометрическая фигура сохраняет свое единство и простые соотношения, которые связывают все элементы планов и возвышений в гармоническое единство.
De re aedificatoria оставался классическим трактатом по архитектуре с XVI по XVIII века.